# Oxyagrion bruchi
Oxyagrion bruchi là một loài chuồn chuồn kim trong họ Coenagrionidae.
Loài này được xếp vào nhóm Loài ít quan tâm trong sách Đỏ của IUCN năm 2007.
Oxyagrion bruchi được Navás miêu tả khoa học năm 1924.